# Pilcuatla
Pilcuatla es una localidad de México localizada en el municipio de Tlanchinol en el estado de Hidalgo.

## Toponimia
Del náhuatl, Pil-cuauhtla; Pilli, noble, con la final compuesta tla, colectivo: Bosque de nobles.. También se menciona que significa "Águila Pequeña" por la separación de las palabras pilquentzin "pequeña" y cuauhtli "águila".

## Geografía
Se encuentra en la región geográfica de la Huasteca hidalguense. Le corresponden las coordenadas geográficas 20° 57’ 02.813” de latitud norte y 98° 33’ 02.163” de longitud oeste, con una altitud de 437 m s. n. m. Cuenta con un clima semicálido húmedo con lluvias todo el año.
En cuanto a fisiografía se encuentra en la provincia de la Sierra Madre Oriental, dentro de la subprovincia de Carso Huasteco; su terreno es de sierra. En lo que respecta a la hidrografía se encuentra posicionado en la región del Pánuco, dentro de la cuenca del río Moctezuma, y en la subcuenca del río Los Hules.

## Demografía
En 2020 registró una población de 466 personas, lo que corresponde al 1.24 % de la población municipal. De los cuales 223 son hombres y 243 son mujeres.
| Gráfica de evolución demográfica de Pilcuatla entre 1900 y 2020                              |
|                                                                                              |
| Población de los censos y conteos del Instituto Nacional de Estadística y Geografía (INEGI). |